# What Do You Want from Me?
Singles de Cascada
Last Christmas
(2007) Because the Night
(2008)
Pistes de Perfect Day
Perfect Day Sk8er Boi
What Do You Want From Me? est une reprise par le groupe de dance allemand Cascada, figurant sur leur second album Perfect Day.

## Single / Téléchargement (Royaume-Uni)
1. What Do You Want From Me? (Radio Edit)
2. What Do You Want From Me? (K-Klass Classic Radio Edit)
3. What Do You Want From Me? (Original/Extended Mix)
4. What Do You Want From Me? (Hypasonic Mix)
5. What Do You Want From Me? (K-Klass Mix)
6. What Do You Want From Me? (Manox Remix)
7. What Do You Want From Me? (Fugitive's Freedom Mix)

## Clip vidéo
clip vidéo filmé en octobre 2007. a été diffusé exclusivement sur le site officiel du label anglais "All Around The World" le 19 janvier 2008.

## Classement des ventes
| Classement  | Meilleure position |
| ----------- | ------------------ |
| Allemagne   | 54                 |
| Autriche    | 50                 |
| Royaume-Uni | 51                 |
| Slovaquie   | 54                 |